# Campionat d'Espanya de motocròs femení
El Campionat d'Espanya de motocròs femení, regulat per la federació espanyola de motociclisme (RFME, Real Federación Motociclista Española), és la màxima competició de motocròs femení que es disputa a l'estat espanyol. Se celebra des del 2009, inicialment sota el nom de Copa de España de Motocross Féminas i, d'ençà de la temporada del 2014,
Campeonato de España de Motocross MXFEMENINO.

## Llista de guanyadores
A 12 de desembre de 2024
| Any  | Campiona                | Motocicleta |
| ---- | ----------------------- | ----------- |
| 2009 | Carmen del Rocío Segura | KTM         |
| 2010 | Carmen del Rocío Segura | KTM         |
| 2011 | Gabriela Seisdedos      | Kawasaki    |
| 2012 | Gabriela Seisdedos      | Kawasaki    |
| 2013 | Gabriela Seisdedos      | Kawasaki    |
|      |                         |             |
| 2014 | Gabriela Seisdedos      | Kawasaki    |
| 2015 | Gabriela Seisdedos      | Kawasaki    |
| 2016 | Gabriela Seisdedos      | Kawasaki    |
| 2017 | Sara Coloret            | KTM         |
| 2018 | Myriam Mena             | Honda       |
| 2019 | Gabriela Seisdedos      | Kawasaki    |
| 2020 | Gabriela Seisdedos      | Kawasaki    |
| 2021 | Gabriela Seisdedos      | KTM         |
| 2022 | Daniela Guillén         | KTM         |
| 2023 | Daniela Guillén         | Gas Gas     |
| 2024 | Daniela Guillén         | Gas Gas     |